# Gnatostomiasis
La gnatostomiasis o gnatostomosis es una enfermedad producida por nematodos del género Gnathostoma, la cual normalmente se adquiere por comer carne cruda o poco cocinada de peces de agua dulce o anfibios (hospedadores intermediarios) infectados con larvas L3 de este parásito o de aves de corral o roedores (hospedadores paraténicos) infectados con esta misma larva. Esta larva L3 es la forma infectiva para hospedadores intermediarios, paraténicos y humanos.
Este nematodo presenta las fases de huevo, larva (L1, L2, L3, L4) y adulto, localizándose cada fase en el medio ambiente o en un hospedador determinado.
Se trata de una zoonosis bien conocida en Asia y América, afectando, como hospedadores definitivos, a mamíferos silvestres y domésticos que se alimentan de peces de agua dulce, localizándose el parásito adulto en el estómago o esófago de estos. 
Accidentalmente afecta al hombre, en el cual los nematodos nunca alcanzan su estado adulto (salvo alguna rara excepción), sino que son las larvas L3 las que producen la enfermedad (gnatostomiasis cutánea, ocular, visceral, pulmonar, genitourinaria, neurológica,…o una combinación de ellas).

## Clasificación de Gnathostoma
Phylum: Nemathelminthes 

Clase: Nematoda (Rudolphi, 1808) 

Orden: Eunematoda (Ward, 1916) 

Superfamilia: Spiruroidea (Railliet y Henry, 1915) 

Familia: Gnathostomidae (Railliet, 1895) 

Subfamilia: Gnathostominae (Baylis y Lane, 1920) 

Género: Gnathostoma (Owen, 1836)

## Historia
La gnathostomiasis es una zoonosis ampliamente distribuida en zonas tropicales del continente asiático, particularmente en Tailandia donde la enfermedad se ha conocido desde hace mucho tiempo con el nombre de “Tua-chid” (tumor doloroso). En India, China y Japón también le llamaban “edema del Changchiang”, “reumatismo de Shanghai”, “enfermedad del consulado de Nangching” y “edema de Quincke”. Desde remotas épocas, el padecimiento se relacionó con el consumo de pescado crudo por personas que vivían cerca de algunos ríos como el Yangtsechiang.
El parásito fue descrito por Richard Owen (1836) al realizar la autopsia a un tigre y encontrar parásitos adultos en el estómago; creó el género Gnathostoma y lo denominó Gnathostoma spinigerum, y a partir de este hallazgo se hizo evidente la endemicidad de la enfermedad en países asiáticos. 
En 1872, Fedchenko identificó otra especie al encontrar un parásito adulto en el estómago de un cerdo silvestre proveniente de Turquía, al cual denominó Gnathostoma hispidum.
En humanos la primera descripción la realizó Levinsen (1889) al identificar un parásito extraído de una lesión inflamatoria localizada en el pecho de una mujer tailandesa.
Gnathostoma doloresi fue descrito por Tubangui en 1925 al encontrar un parásito adulto hembra, en la cavidad gástrica de un cerdo en Filipinas.
Actualmente, se reconocen en Asia, principalmente, y en Europa, casos de gnatostomiasis causadas por G. doloresi (cerdo, jabalí), G. hispidum (cerdo, jabalí, buey), G. nipponicum (comadreja), G. vietnamicum y G. malaysiae.
El Instituto de Biología, UNAM (2005), redefinió la lista de especies americanas: G. binucleatum (gatos y perros, México y Ecuador), G. turgidum (marsupiales; Estados Unidos, México, Ecuador y Argentina), G. iyasakii (nutrias, Canadá y Estados Unidos), G. americanum (marsupiales, Brasil), G. socialis (mustélidos, Estados Unidos) y G. lamothei (mapaches, México).
De todas estas especies únicamente cuatro se han asociado con parasitosis humanas: G. spinigerum, G. hispidum, G. nipponicum y G. doloresi, siendo G. spinigerum la especie más importante desde el punto de vista médico ya que es el agente causal de la mayoría de los casos humanos.

## Morfología

### Adulto
Estos nematodos, cuando son adultos, según las especies, miden de 1 a 5 cm de largo y de 1 a 3 mm de ancho. Se caracterizan por presentar un cuerpo alargado, robusto, cilíndrico y terminando en forma redondeada. Las hembras son más grandes y robustas que los machos (dimorfismo sexual).
Presentan un color rojizo o amarillento y están cubiertos de pequeñas espinas cuticulares (cuyo número, forma y disposición tiene importancia taxonómica).
En el extremo anterior presentan dos labios trilobulados provistos de papilas y un bulbo cefálico espinoso. Este bulbo está separado del cuerpo por una ligera constricción (cuello), y contiene cuatro sacos cervicales que se prolongan hasta el tercio anterior del cuerpo que son utilizados para la contracción y expansión cefálica durante la migración tisular (es retráctil) y 8-10 hileras de ganchos simples.
Por tanto, el número de coronas y ganchos, su tamaño, su forma y las espinas cuticulares antes comentadas sirven como criterios morfológicos para la identificación de las especies (aunque también se usan técnicas moleculares como la secuenciación de DNA ribosomal). 
El esófago se compone de una porción muscular anterior y una larga porción glandular posterior. Las células intestinales están cubiertas por microvellosidades prominentes. Los adultos de ambos sexos tienen dos pares de sacos cervicales en la porción anterior.
Los machos adultos tienen un solo testículo y dos espículas copulatrices y un par de papilas que facilitan el proceso de copulación. Las hembras adultas tienen un par de ovarios y una vulva en la mitad posterior del cuerpo. Tienen un doble útero que se comunica con una vagina verdadera en cuyo interior se observan huevos en diferentes etapas de maduración, los cuales se expulsan a través de la vulva.

### Huevo
Los huevos son ovales, de 50-80 µm de largo y 35 a 45 µm de ancho y de color amarillento. Se caracterizan por tener una pared gruesa, un opérculo y una o dos cápsulas o tapones polares (según la especie).

### Larva L3
En cuanto a las larvas L3 que parasitan a los hospedadores intermediarios, paraténicos y al hombre, son gusanos de cuerpo cilíndrico y extremos redondeados de 3 a 4.7 mm de longitud. En la porción anterior, presentan un bulbo cefálico en el que sobresalen tres o cuatro hileras transversales de ganchos y en la parte frontal de esta misma estructura, aparece una cavidad de forma oblonga rodeada por dos labios voluminosos que muestran un par de papilas cada uno. Al igual que los parásitos adultos, en el interior del bulbo cefálico se encuentran cuatro cámaras huecas, llamadas bayonetas, que se comunican de manera independiente con cuatro sacos cervicales en forma de maza o clava, que cuelgan libremente en el pseudoceloma y contiene un material líquido. La superficie de las larvas, al igual que en los adultos, presenta hileras de espinas cuticulares que se hacen más escasas a medida que se alejan del bulbo cefálico.

## Distribución geográfica
La gnatostomiasis es endémica en el Sureste de Asia, siendo los países más afectados Tailandia y Japón. En Tailandia es la enfermedad parasitaria más importante del sistema nervioso central y constituye una de las principales causas de hemorragias intracranealas que en ocasiones puede conducir a la muerte.
En América se han reportado casos en América Central y Sudamérica, sobre todo en México y Ecuador, aunque también en Brasil, Argentina y Perú.
También se han observado casos en África Occidental.
En Europa y Estados Unidos existe el registro de casos autóctonos y de pacientes turistas provenientes de México, Sudamérica y países orientales.

### España
Centrándonos en España, la única especie encontrada ha sido G. hispidum en Granada (Muñoz-Cañizares, 1954), en un cerdo como hospedador intermediario. Esta especie es relativamente común en cerdos y jabalís en Europa, Asia y Australia.
Dos casos humanos de gnathostomiasis han sido diagnósticados en Granada (España, 1998):
- El primer caso clínico fue en una mujer de 76 años, la cual vivía en un ambiente rural de Sierra Nevada. Fue hospitalizada con dolor gástrico y vómitos. La ecografía y la radiología indicaron una obstrucción intestinal debida a un tumor cercano a la válvula ileocecal. 
- El segundo caso fue también en una mujer de 43 años que vivía en un ambiente rural cercano a Granada. Fue hospitalizada con un dolor severo en la fosa iliaca derecha. El diagnóstico fue una apendicitis aguda, y durante la intervención se encontró un tumor localizado en la pared del ciego.
Ambas muestras histológicas fueron procesadas de acuerdo a la habitual metodología; se llevó a cabo la tinción tricrómica de Masson.

## Ciclo de vida
El ciclo biológico de Gnathostoma es complejo, requiriendo de dos hospedadores intermediarios y de un hospedador definitivo (también se encuentran hospedadores paraténicos). Como ejemplo de ciclo de vida tomaremos a Gnathostoma spinigerum, descrito por Prommas y Daensvang entre 1933 y 1937.
Como hospedadores definitivos encontramos una gran variedad de mamíferos domésticos y silvestres, principalmente félidos y cánidos. El humano se considera hospedador accidental, albergando larvas L3. En raras ocasiones se han diagnosticado formas adultas inmaduras.
El gusano adulto vive formando tumores abiertos en el estómago o esófago de sus hospedadores definitivos: cavidades formadas por células hiperplásicas infiltradas por un exudado inflamatorio en la mucosa gástrica.
Después de la cópula, la hembra deposita cientos de huevos no embrionados, los cuales salen junto con las heces y caen la tierra o en el agua. En esta agua, de temperatura templada (20 – 30 °C), se inicia la embriogénesis dentro del huevo y se desarrolla una larva L1 y posteriormente la larva L2 (larva rhabditoide) en unos doce días. Cuando esta larva L2 sale del huevo, la cual escapa por el opérculo, nada libremente (como máximo durante 72 horas) para ser comida por un crustáceo (copépodo) y continuar su desarrollo. Estos copépodos son de los géneros Cyclops, Eucyclops, Mesocyclops, Acantocyclops y Tropocyclops.
En este copépodo (primer hospedador intermediario), la larva atraviesa la pared intestinal y se instala en el hemocele o cavidad del cuerpo, transformándose en larva L3 temprana en siete a diez días. Esta larva L3 temprana mide entre 3 y 4 mm de largo y presenta una estructura general semejante a la del adulto (su bulbo cefálico presenta 3 o 4 hileras de ganchos).
Cuando el crustáceo es comido por un pez de agua dulce o por un anfibio (segundo hospedador intermediario), esta larva L3 temprana migra y sufre un proceso de enquistamiento, quedando enquistada en el tejido muscular esquelético del pez, y transformándose en larva L3 avanzada. 
Si los hospedadores intermediarios son comidos por aves de corral o roedores, estos actúan como hospedadores paraténicos y la larva, al atravesar el intestino, se aloja en la musculatura y queda enquistada sin desarrollarse hasta que es comida por el hospedador definitivo.
Distinguimos entre hospedadores intermediarios y hospedadores paraténicos ya que los primeros son imprescindibles en el ciclo vital del parásito, donde vemos que éste desarrolla una de las fases larvarias; en cambio, los segundos sirven de refugio temporal y de vehículo para acceder al hospedador definitivo, donde el parásito no evoluciona (no desarrolla ninguna fase larvaria) y, por tanto, no es imprescindible para completar el ciclo vital (de esta forma, también se suele denominar hospedador de transporte ya que facilita la supervivencia y transmisión del parásito).
Cuando la larva L3 es comida, a través del hospedador intermediario o paraténico, por el mamífero adecuado, la larva continúa su desarrollo, es decir, se transforma en larva L4 y luego en adulto y alcanza su madurez sexual después de cuatro a ocho meses de iniciada la infección. Los adultos forman un tumor abierto en el esófago o estómago (según la especie) y entonces se reproducen, cerrándose el ciclo.

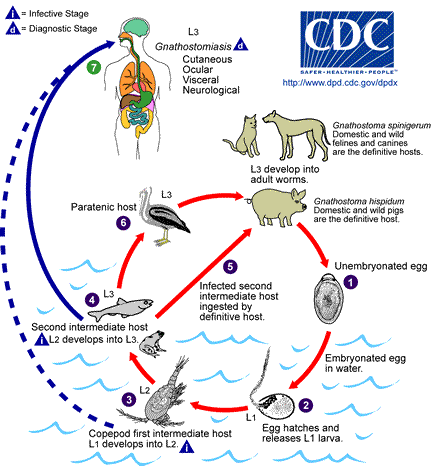
Ciclo de vida de Gnathostoma

El hombre se infecta por el consumo de carne cruda o poco cocinada de peces de agua dulce o salobre, aves de corral, anfibios u otros hospedadores intermediarios o paraténicos infectados por L3. Aunque también se han descrito casos (raros) por ingestión de agua con copépodos infectados por L2 o por transmisión transplacentaria.

## Patogenia
Cuando el hombre ingiere pescado crudo o poco cocinado con la larva L3, ésta se libera en el estómago, perfora la pared gástrica para alcanzar el hígado y de aquí se dirige a cualquier localización, siendo la piel del tórax y el abdomen los sitios más frecuentemente afectados.
La patología causada por Gnathostoma se debe a una combinación de acciones:
- Acción expoliadora: se alimentan de células sanguíneas y hemoglobina. Parece ser que enzimas proteolíticas y proteasas pueden tener algún papel en la degradación de células ingeridas o hemoglobina.
Esta acción expoliadora es muy leve.
- Acción mecánica: destrucción de tejidos debido a la penetración y migración de la larva armada de ganchos y espinas cuticulares.
Aquí también podemos incluir la acción de las enzimas proteolíticas (hialuronidasa, entre otras) y proteasas antes comentadas.
- Acción tóxico-alérgica: debido a las toxinas de secreción de las larvas junto con los productos de desecho, llevando a procesos tóxicos y alérgicos (inflamación por la acción del sistema inmune).

En la piel las alteraciones se presentan durante los primeros días después de la infección. Se caracterizan por un infiltrado perivascular superficial y profundo con presencia de linfocitos y escasos eosinófilos. Posteriormente, éstos se incrementan alrededor de los adipocitos y de los septos interlobulares, con zonas de hemorragia. En el panículo adiposo se observa un gran infiltrado inflamatorio con predominio de eosinófilos; los linfocitos son escasos y existen grandes zonas con hemorragia. Durante su migración por los tejidos del huésped Gnathostoma induce una respuesta inmune humoral y celular tipo Th2, con liberación de interleucinas (IL-3, IL-4, IL-5, IL-6, IL-10, IL-13), así como del factor de estimulador de colonias granulocíticas y monocíticas (GM-CSF), que induce producción de IgE por las células plasmáticas, generando la producción de eosinófilos y su maduración.

## Sintomatología
esta información no es veraz, Después de un breve periodo de incubación (24 - 48h) suelen presentarse signos y síntomas inespecíficos como náuseas, vómitos, diarreas, malestar general, urticaria, dolor epigástrico en hipocondrio derecho, eosinofilia y leucocitosis leve.
La gnatostomiasis en el hombre presenta diversos síntomas y puede manifestarse, dependiendo de la localización de la larva, como gnatostomiasis externa o cutánea, gnatostomiasis interna o visceral, gnatostomiasis pulmonar, gnatostomiasis genitourinaria, gnatostomiasis ocular, gnatostomiasis oral y gnatostomiasis cerebral (la más rara y casi siempre mortal).
La forma más frecuente es la gnatostomiasis cutánea, ya que la larva se comporta como una larva migrans subcutánea, formando túneles debajo de la piel, es decir, produce un edema migratorio intermitente y a veces produce una reacción inflamatoria sobre las regiones afectadas, acompañada de dolor ligero, quemazón e irritación, en ocasiones sin infiltración subcutánea.
La erupción emigrante es semejante a la que causan las larvas de Ancylostoma, llamada dermatitis reptante verminosa, pero las lesiones producidas por Gnathostoma no son tan sinuosas, sino más anchas y rectas.
La lesión inicial aparece en gran parte de los casos en región torácixa o abdominal, observándose una placa eritematosa de tamaño variable, sin bordes definidos, y durando sobre una semana para presentarse de nuevo en otro sitio transcurrido un periodo de tiempo variable.
Esta migración implica daños graves, y existe la posibilidad de invasión del SNC cuando las larvas alcanzan la región facial o cuero cabelludo.
La gnatostomiasis interna o visceral puede manifestarse asintomáticamente o presentar un cuadro con fiebre, náuseas, vómito, dolor epigástrico o dolor en el hipocondrio derecho, apendicitis y/o carcinoma de colon. 
Otros síntomas se presentan dependiendo de donde se instale la larva o larvas: si se instala en el hígado, produce hepatomegalia y fiebre; si se instala en la cavidad abdominal, los síntomas pueden ser los de un pseudotumor inflamatorio.
En el caso de la gnatostomiasis pulmonar, se produce dolor de tipo pleural, disnea, hemoptisis, derrame pleural, neumotórax y hemotórax. En ocasiones la larva es expectorada.
Los casos de gnatostomiasis en las vías genitourinarias son pocos y se asocian con dolor, fiebre, hematuria, sangrado vaginal y cervicitis.
Los síntomas más molestos se presentan cuando una larva llega al ojo (gnatostomiasis ocular), donde causa dolor y enrojecimiento del globo ocular, disminución de la visión, desprendimiento de la retina, iritis, uveitis, hemorragias y celulitis orbital.
También se ha identificado a Gnathostoma en la cavidad oral en encías, glándulas salivales y dientes. Puede salir a través de la lengua.
La forma más grave es cuando la larva llega al cerebro o cualquier órgano del sistema nervioso, causando mieloencefalitis, dolor de cabeza, pérdida de los reflejos osteotendinosos, nistagmo, meningitis, hemorragias, paraplejia e incluso coma y muerte.

## Diagnóstico
El diagnóstico directo y definitivo se confirma con la demostración parasitoscópica de la larva L3; pero es difícil debido a la movilidad de la larva. La biopsia puede realizarse con intención de localizarla por medio de TAC.
De este modo, el diagnóstico se basa en los antecedentes epidemiológicos, en el cuadro clínico y en las pruebas serológicas de apoyo. El patrón histológico también tiene cierta validez.
Debe considerarse la posibilidad de gnatostomiasis en cualquier sujeto que presente edema subcutáneo migratorio intermitente (inflamación subcutánea con cordones sinuosos eritematosos), eosinofilia (que puede llegar a valores de 50-80%), elevación de IgG e IgE específicas y totales, con antecedentes epidemiológicos de estancia o residencia en zonas endémicas y/o ingesta de carne cruda o poco cocinada de pescado de agua dulce (cebiche, sushi, sashimi), aves de corral o cerdo.
Se debe realizar un diagnóstico diferencial con las infecciones causadas por Ancylostoma duodenale o por Necator americanus, paragonimiasis, fasciolosis ectópica o larva migrans visceral (toxocariasis visceral).
Se emplean pruebas serológicas, donde la más usada es la prueba de intradermorreacción, que consiste en inyectar subcutáneamente una solución salina de antígeno preparada con alguna especie de Gnathostoma, observándose el resultado a los 15 minutos: si la pápula que se forma es de más de 10 mm de diámetro y rodeada de una areola roja, la prueba es positiva.
También se usan pruebas de ELISA, de Dott ELISA, de inmunofluorescencia, inmunodifusión, hemaglutinación indirecta o inmunoelectrotransferencia.
Los antígenos que se han usado con mayor frecuencia en estas pruebas han sido extractos crudos de larvas L3 avanzada de G. spinigerum y de adultos de G. doloresi, ya que existe menor dificultad para obtenerlos en hospedadores naturales. Esto es válido ya que las cuatro especies que ocasionan gnathostomosis humana presentan un gran número de antígenos compartidos. 
Las pruebas de inmunofluorescencia indirecta e inmunohistoquímica enzimática se han empleado básicamente para detectar antígenos específicos del parásito en tejidos de biopsia usando sueros de pacientes o anticuerpos monoclonales.

## Tratamiento
Es importante mencionar que no existe un tratamiento específico para esta helmintiasis, siendo la única forma efectiva, aunque difícil y no siempre posible, la extracción del gusano quirúrgicamente, haciendo una biopsia. Resulta difícil principalmente por la naturaleza migratoria de la larva o bien por su localización en órganos o tejidos diferentes de la piel.
Respecto a los fármacos, se usa albendazol, mebendazol, tiabendazol, metronidazol, praziquantel, ivermectina y fenilbutazona a diferentes dosis. Algunos ejemplos:
-	Ivermectina: 0,2 mg/kg en dosis única, aunque algunos autores sugieren la administración del fármaco en 2 días consecutivos.
-	Albendazol: 400 mg/12h durante 7-21 días.
Aunque hay que comentar que distintos autores aconsejan distintas dosis y días de tratamiento.
En general, los tratamientos son más o menos efectivos, pero se ha observado en la mayoría de los casos, cuando el tratamiento se inicia, que las larvas emigran a zonas profundas y los signos y síntomas desaparecen por un tiempo, pero poco después se vuelven a presentar sin que aparentemente el enfermo se haya reinfectado. De esta forma, demuestran poca capacidad curativa.
En otras ocasiones se ha observado que, después de iniciado el tratamiento, el gusano sale de manera espontánea o por presión ligera de la zona infectada.
La prevención es el método más efectivo para evitar esta parasitosis: la principal medida de prevención para disminuir la frecuencia de este padecimiento es evitar el consumo de pescado crudo o insuficientemente cocido de aguas dulces o salobres. También es importante controlar la presencia de perros, gatos, cerdos, mapaches, marsupiales, etc. en áreas de explotación de peces dulceacuícolas ya que las excretas de estos mamíferos domésticos o silvestres, pueden contaminar las aguas con huevos del parásito.
La difusión de la información sobre diferentes aspectos de la gnathostomosis a través de medios de comunicación, regionales y nacionales puede constituir una herramienta de gran utilidad para controlar y prevenir esta parasitosis.